# Kotulinek

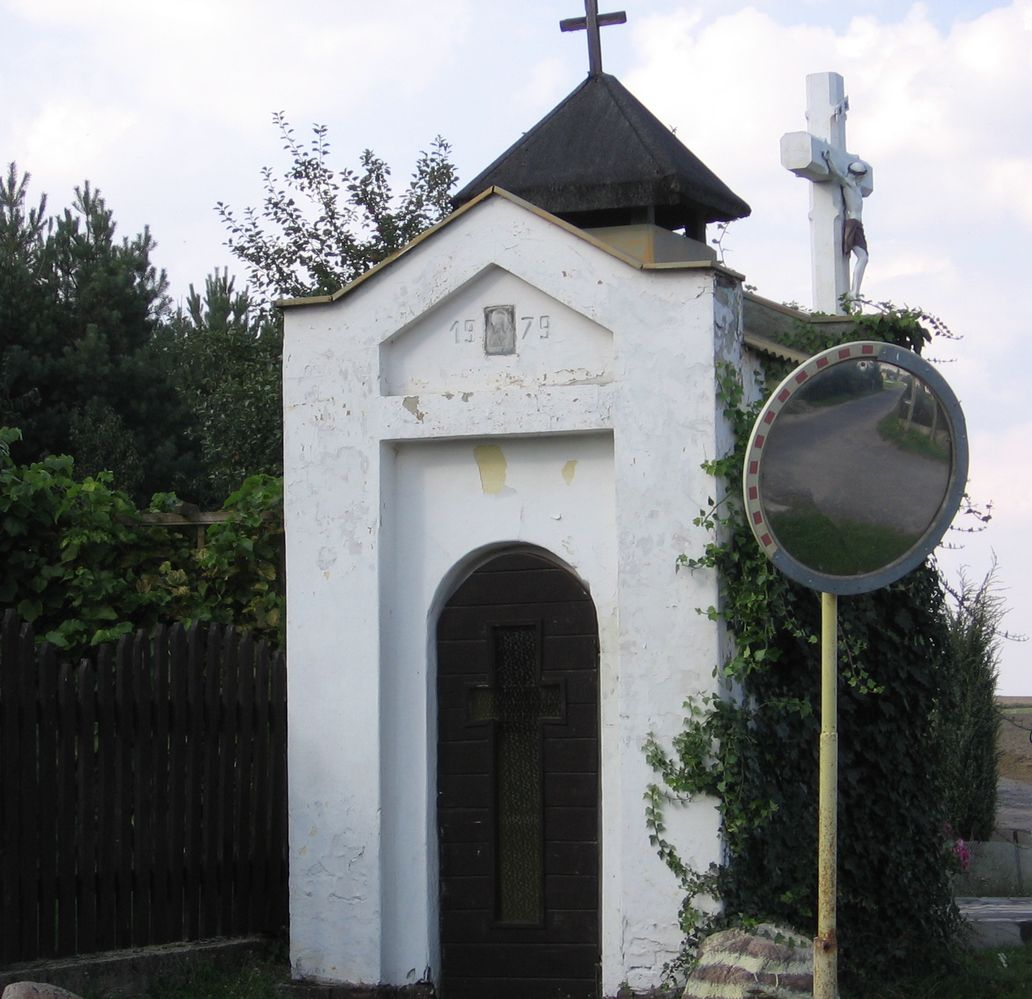
Kotulin Mały – Kapliczka z końca XIX wieku

Kotulinek (niem. Klein Kottulin) – część wsi Kotulin w Polsce, położona w województwie śląskim, w powiecie gliwickim, w gminie Toszek.
W latach 1975–1998 Kotulinek administracyjnie należał do województwa katowickiego.

## Informacje ogólne
Kotulinek nazywany jest również Kotulinem Małym i jest największym częścią wsi Kotulin. Położona jest na zachód od drogi Błotnica Strzelecka–Rudziniec, na północny wschód od przysiółka Bliziec i południowy wschód od NakłaNakła

## Historia
- 1257 – pierwsza wzmianka o miejscowości, o istniejącym we wsi kościele i lokacji Kotulina Wielkiego
- 1502 - wzmianka o kościele w Kotulinie Małym, już jako ruina.
- 12 lutego 1936 roku zmieniono nazwę miejscowości z Klein-Kottulin na Rodlingen[5].
- 1 kwietnia 1938 roku Kotulin Mały (Rodlingen) włączono do Kotulina Wielkiego (Rodenau)[6].

Liczba ludności:
- 1910: 338 (333+5)[7]
- 1925: 323[5]

## Zabytki
- Kapliczka – kapliczka z końca XIX wieku. Na szczycie kapliczki data jej odnowienia, rok 1979,
- Budynek mieszkalny – budynek pochodzący z 1880 roku, pierwotnie karczma.